# Natàlia Estemírova
Natàlia Khussaínovna Estemírova (en rus: Наталья Хусаиновна Эстеми́рова) (Kamixlov, 28 de febrer de 1958 - Gàzi-Iurt, Ingúixia, 15 de juliol de 2009) va ser una historiadora, periodista i activista en favor dels drets humans russa. Membre del Consell de l'associació Memorial, el 15 de juliol de 2009 va ser segrestada prop del seu domicili a Grozni, Txetxènia, on investigava nombroses violacions dels drets humans. El mateix dia va aparèixer assassinada a trets prop del poble de Gàzi-Iurt, a la veïna república d'Ingúixia.
Natàlia Estemírova va néixer a la ciutat de Kamixlov, a l'óblast de Sverdlovsk. El seu pare era un txetxè nascut al poble d'Ixkhoi-Iurt, que va ser deportat al Kazakhstan de petit. La seva mare era russa, i els anys cincuanta es van establir als Urals, on va néixer Natalia i les seves tres germanes petites. En una entrevista a la BBC, va declarar que gràcies a l'origen dels seus pares podia entendre tant el poble txetxè com el rus. Es va llicenciar en Història a la Universitat de Grozni, i va ser mestra en una escola secundària local fins a 1998.
El 1991 va treballar com a periodista del diari local de Grozni, La Veu del Treballador. També va treballar a la televisió, on va filmar tretze documentals sobre les víctimes de la repressió russa. El 1992 ja hi ha notícia que Estemírova va treballar documentant desaparicions i refugiats durant el conflicte que enfrontà Ossètia del Nord i Ingúixia per la regió de Prigorodni.
Vídua d'un policia txetxè, va recopilar dades sobre violacions dels drets humans des del començament de la Segona Guerra Txetxena, a partir del 1999. L'any 2000 va esdevenir representant a Grozni de la històrica l'associació Memorial. Va visitar molts hospitals a Txetxènia i Ingúixia, documentant audiovisualment els nens víctimes de la guerra, especialment dels pobles de Novye Atagy i Rigakha. També va ser una col·laboradora habitual dels mitjans Nóvaia Gazeta i Caucasian Knot.
L'any 2004 va rebre el Premi Right Livelihood en una cerimònia al Parlament de Suècia. Juntament amb Serguei Kovalyov, president de l'associació Memorial, el 2005 va ser guardonada amb la Medalla Robert Schuman, que atorga el Partit Popular Europeu. L'octubre de 2007, va ser guardonada amb el primer Premi Anna Politkóvskaia per arribar a totes les dones durant la guerra, per l'organització Reach All Women in War (RAW). Estemírova va treballar estretament amb la periodista i investigadora Anna Politkóvskaia i l'advocat de drets humans Stanislav Marquílov, que també van ser assassinats el 2006 i 2009, respectivament.

## Assassinat
Segons Tània Lokxina, de l'oficina de Moscou de Human Rights Watch, Estemírova va ser segrestada el 15 de juliol de 2009 cap a les 8:30h prop de casa seva, a Grozni. Segons alguns testimonis, uns desconeguts l'haurien fet entrar en un vehicle mentre ella cridava que estava sent segrestada. Vladimir Markin, secretari de premsa del comitè d'investigació de la Fiscalia General russa, va anunciar que s'havia trobat el seu cos cap a les 16:30 amb ferides de bala al cap i al pit, en una zona boscosa prop Gàzi-Iurt.

### Reaccions
Després de l'assassinat d'Estemírova, l'aleshores president rus Dmitri Medvédev va condemnar el crim i va prometre una investigació exhaustiva. Va afirmar que per ell era "evident que aquest assassinat està relacionat amb la seva tasca professional, una feina necessària en qualsevol Estat normal". El president txetxè, Ramzan Kadírov, també va condemnar l'assassinat i va demanar que els culpables fossin castigats. Pels activistes defensors dels drets humans de l'associació Memorial, la mort d'Estemírova era "una execució extrajudicial" i el seu president Oleg Orlov va declarar que considerava Ramzan Kadírov el principal responsable del crim. Segons ell, el president txetxè "considerava Estemírova un enemic personal". Orlov va dir que no sabia "si Kadírov havia donat l'ordre o bé si els seus col·laboradors més propers ho van fer per complaure'l". Kadírov va acusar Orlov d'inventar-se un libel i va denunciar-lo per difamació. També es va querellar contra la històrica activista pels drets humans Liudmila Alekséieva, que el 2010 va afirmar que "els kadírovski (bandes de Kadírov) viatgen per Txetxènia, maten, segresten persones, fan el que volen". Posteriorment, Kadírov va retirar les demandes perquè, segons el seu cap de premsa, "li ho havia demanat la seva mare, el clergat txetxè i diversos representants polítics russos".

### Investigació
L'any 2010, el Comitè d'Investigació de la Federació Russa va declarar que l'assassinat l'havia comès Alkhazur Bashaev, un islamista originari del poble de Xalaji, que havia sigut abatut en una operació especial el novembre de 2009. Els investigadors van declarar que en un registre de la casa de Bashayev, el 15 de gener de 2010, van trobar diverses armes, inclosa la pistola que s'hauria utilitzat per assassinar Estemírova, així com una identificació de policia. També va declarar que el 7 de febrer de 2010 van registrar un cotxe abandonat VAZ-2107 que va ser identificat com el cotxe utilitzat per Bashayev, on hi havia restes de materials que coincidien amb l'escena del crim. El Comitè d'investigació va dir que el mòbil del crim hauria estat la venjança, ja que Estemírova hauria delatat el sospitós com un reclutador d'insurgents islamistes. L'assassinat també hauria servit per "desacreditar" el govern rus i txetxè en les vigílies d'una reunió entre Dmitri Medvédev i la cancellera alemanya, Angela Merkel. Aquesta conclusió estaria avalada per testimonis obtinguts d'antics insurgents empresonats, i va ser rebutjada per les organitzacions de drets humans. Una investigació independent basada en l'anàlisi d'ADN va concloure que no hi havia connexió entre l'escena del crim i Alkhazur Bashaev. L'any 2013, Memorial va denunciar que la investigació sobre l'assassinat s'havia aturat.
L'any 2019, coincidint amb el desè aniversari de l'assassinat d'Estemírova, dotze organitzacions russes i internacionals de defensa dels drets humans, van signar una declaració conjunta on reclamaven a les autoritats russes que complissin amb el deure d'investigar eficaçment el crim. Marie Struthers, directora d'Amnistia Internacional per l'Europa de l'Est i Àsia central va declarar que "Deu anys després, les autoritats no ha trobat ni els seus autors materials ni qui el va ordenar […] No deixarem que ningú s'oblidi de Natalia, ni de les víctimes dels crims i les violacions dels drets humans que s'han produït i es continuen produint a Txetxènia amb la connivència de les autoritats federals russes".